# Mi último adiós

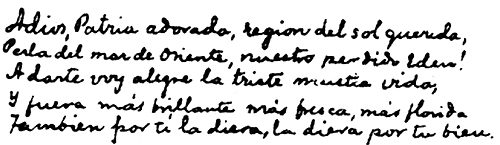
Autograf pierwszej zwrotki Mi último adiós

Mi último adiós (pol. Moje ostatnie pożegnanie) – wiersz autorstwa José Rizala z 1896.
Stworzony w czasie pobytu poety w manilskim Fuerte Santiago, niedługo przed jego egzekucją, zleconą przez hiszpańskie władze kolonialne. Okoliczności jego powstania do dziś są przedmiotem polemik i dyskusji. Oryginał utworu, odznaczający się regularnym, starannym pismem, nie zawiera poprawek czy skreśleń. Złożony, został następnie ukryty w lampce nocnej na alkohol, którą Rizal przekazał jednej ze swoich sióstr w czasie przedśmiertnego widzenia. W ten sposób uzyskany tekst został skopiowany, następnie zaś przeszmuglowany do Hongkongu, gdzie ukazał się drukiem w styczniu 1897. 
Napisany aleksandrynem, składa się z czternastu pięciowersowych strof. Stanowi przepełnione pasją pożegnanie podmiotu lirycznego z ukochaną, nieomal deifikowaną ziemią ojczystą. Jednocześnie można się w nim doszukać wolty politycznej, ostatecznego opowiedzenia się za walką o niepodległe Filipiny. 
Pierwotnie pozbawiony tytułu, opublikowany został początkowo jako Mi último pensamiento, później dopiero zaś we współcześnie znanej formie.
Stanowi najlepiej znany utwór poetycki Rizala, jest powszechnie uznawany za arcydzieło. Szybko zyskał znaczący rozgłos, doczekał się ostatecznie tłumaczeń w przeszło stu językach, jak również rozległego korpusu poświęconej sobie literatury krytycznej. Jego fragmenty zostały umieszczone na pomniku w Lunecie, parku miejskim w stołecznej Manili, jest też częścią pomnika Rizala w Madrycie. Regularnie recytowany podczas obchodów świąt narodowych, zarówno w przeszłości, jak i współcześnie.
Stanowi inspirację bądź przewija się jako motyw w tekstach rozmaitych filipińskich literatów, choćby Esperanzy L. Baxter, Bernardo P. Garcii czy Fernando Canona.